# Municipio de Trollhättan
Trollhättan (en sueco: Trollhättans kommun o Trollhättans stad) es un municipio en la provincia de Västra Götaland, al suroeste de Suecia. Su sede se encuentra en la ciudad de Trollhättan. El municipio se creó gradualmente en 1967, 1971 y 1974 durante la última reforma del gobierno cuando la ciudad de Trollhättan (instituida en 1916) se fusionó con los municipios circundantes.

## Localidades
Hay 5 áreas urbanas (tätort) en el municipio:
| # | Tätort      | Población |
| - | ----------- | --------- |
| 1 | Trollhättan | 49 897    |
| 2 | Sjuntorp    | 2152      |
| 3 | Velanda     | 680       |
| 4 | Upphärad    | 554       |
| 5 | Väne-Åsaka  | 352       |

## Ciudades hermanas
Trollhättan está hermanado o tiene tratado de cooperación con:
- Kerava,  Finlandia
- Reykjanesbær, Islandia
- Kristiansand, Noruega